# NGC 18
Az NGC 18 egy kettőscsillag a Pegasus (Pegazus) csillagképben.

## Felfedezése
Az NGC 18-at Per Magnus Herman Schultz fedezte fel 1886. október 15-én.

## Tudományos adatok
Egyéb jelölései: Pul-3 10207, Pul-3 10208